# Inégalité de Levinson
Pour les articles homonymes, voir Levinson.
En mathématiques, l'inégalité de Levinson est l'inégalité suivante, due à Norman Levinson, faisant intervenir des nombres strictement positifs. Soit {\displaystyle a>0} et {\displaystyle f} une fonction admettant une dérivée troisième sur l'intervalle {\displaystyle \left]0,2a\right[} telle que
{\displaystyle f'''(x)\geqslant 0}
pour tout {\displaystyle x\in \left]0,2a\right[}.
Supposons que {\displaystyle 0<x_{i}\leqslant a} pour {\displaystyle i=1,\dots ,n} et {\displaystyle 0<p}. Alors :
{\displaystyle {\frac {\displaystyle \sum _{i=1}^{n}p_{i}f(x_{i})}{\displaystyle \sum _{i=1}^{n}p_{i}}}-f\left({\frac {\displaystyle \sum _{i=1}^{n}p_{i}x_{i}}{\displaystyle \sum _{i=1}^{n}p_{i}}}\right)\leqslant {\frac {\displaystyle \sum _{i=1}^{n}p_{i}f(2a-x_{i})}{\displaystyle \sum _{i=1}^{n}p_{i}}}-f\left({\frac {\displaystyle \sum _{i=1}^{n}p_{i}(2a-x_{i})}{\displaystyle \sum _{i=1}^{n}p_{i}}}\right).}
L'inégalité de Ky Fan (en) est le cas particulier de l'inégalité de Levinson où
{\displaystyle p_{i}=1,\ a={\frac {1}{2}},}
et
{\displaystyle f(x)=\log(x).}